# Lipotriches ablusa
Lipotriches ablusa är en biart som först beskrevs av Cockerell 1931.  Lipotriches ablusa ingår i släktet Lipotriches och familjen vägbin. Inga underarter finns listade i Catalogue of Life.